# Ludvig Drescher
Ludvig Drescher (Sønderborg, 21 de julho de 1881 - 14 de julho de 1917) foi um futebolista dinamarquês, medalhista olímpico.
Ludvig Drescher competiu nos Jogos Olímpicos de Verão de 1908 em Londres. Ele ganhou a medalha de prata.